# Ungdomsidrott

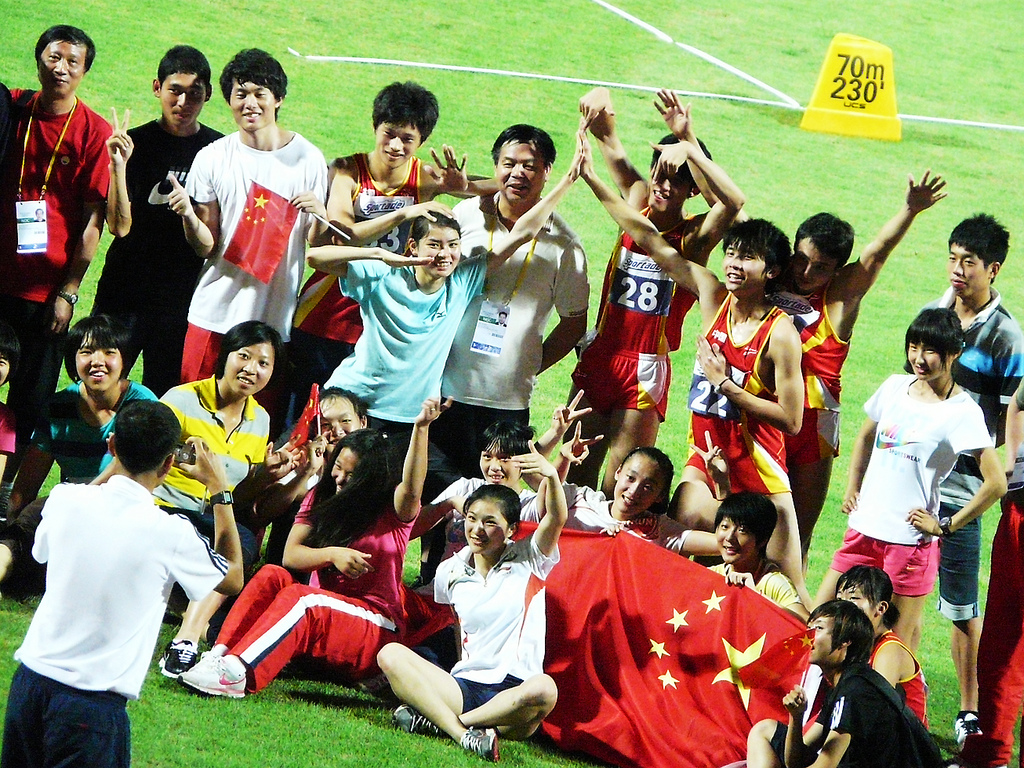
Olympiska spelen för ungdomar.

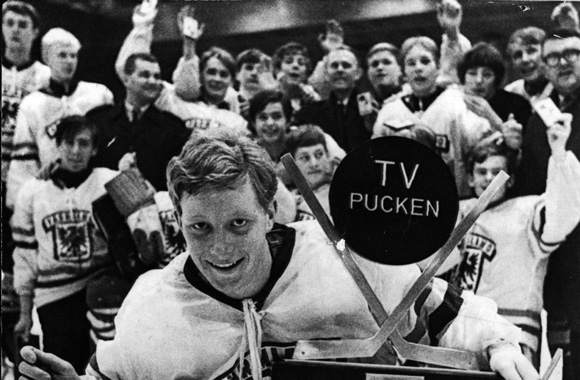
TV-pucken.

Begreppet ungdomsidrott avser den sport och idrott som utövas av ungdomar. Jämfört med barnidrotten är ungdomsidrotten mer inriktad på elitsatsningar och tävlingsresultat, samt toppningar av lagen.
I Sverige definierar Riksidrottsförbundet att ungdomsidrotten omfattar de som är mellan 12 och 20 år.

### Fotnoter
1. ↑  ”Barn- och ungdomsidrott”. Västsvenska Idrottsförbundet. Arkiverad från originalet den 12 december 2013. https://web.archive.org/web/20131212223347/http://www.rf.se/Distrikt/VastsvenskaIdrottsforbundet/Undermeny/Fokusomraden/Barn-ochungdomsidrott/. Läst 12 december 2013.